# Demetriusz III Filopator
Demetriusz III Filopator zwany też Eukariosem – władca państwa Seleucydów w latach od około 95 do 88 p.n.e., syn Antiocha VIII Gryposa.
Z pomocą Ptolemeusza IX Sotera odzyskał część ziem swojego ojca na terenie Syrii, w 95 p.n.e. osadzając swój dwór w Damaszku, skąd próbował dalszej ekspansji. Od południa pokonał machabejskiego króla Aleksandra Janneusza. Opór żydowskiej ludności zmusił go jednak do odwrotu. W czasie próby detronizacji własnego brata Filipa I Filadelfosa, został pokonany przez Arabów i Partów i uwięziony. Następnie był przetrzymywany w odosobnieniu w Partii przez Mitrydatesa II Arsacyda aż do śmierci w 88 p.n.e.